# Caatinga Hipoxerófila

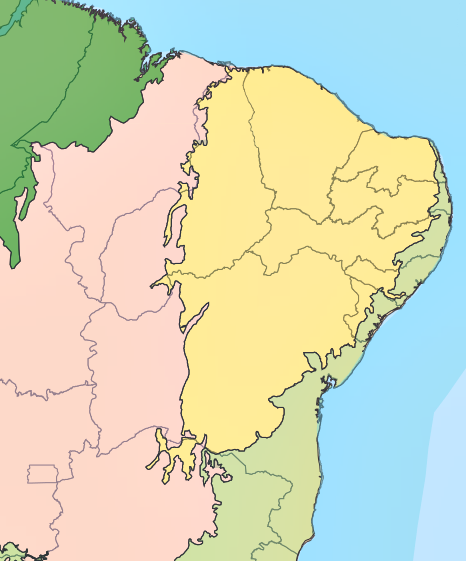
Biomas do Nordeste do Brasil. Na cor amarela, a caatinga, onde há maior incidência de secas.

A caatinga hipoxerófila é uma subcategoria do bioma caatinga, caracterizada por uma vegetação adaptada a regiões semiáridas com um índice pluviométrico relativamente maior e solos mais profundos, em comparação com a caatinga hiperxerófila. A caatinga hipoxerófila se desenvolve em áreas com balanço hídrico ligeiramente negativo, sendo comum em zonas de transição entre a caatinga mais seca e áreas de maior umidade, como o agreste e regiões serranas do Nordeste do Brasil.

## Características Gerais
A caatinga hipoxerófila é composta por espécies vegetais que, embora estejam adaptadas à aridez, são menos resistentes a condições de extrema seca que as da caatinga hiperxerófila. Nessas áreas, a precipitação anual varia entre 500 e 800 mm, o que proporciona um ambiente ligeiramente mais úmido em comparação com áreas de caatinga mais áridas. Essas regiões apresentam maior densidade de árvores e arbustos de pequeno e médio porte, com espécies adaptadas para enfrentar a sazonalidade climática, como a queda de folhas durante os períodos mais secos e a capacidade de armazenamento de água em troncos e raízes.
As espécies predominantes incluem:
- Mimosa tenuiflora (Jurema-preta)
- Anadenanthera colubrina (Angico)
- Myracrodruon urundeuva (Aroeira)
- Cereus jamacaru (Mandacaru)

Os solos da caatinga hipoxerófila são mais profundos e possuem maior capacidade de retenção de água em comparação aos solos rasos e pedregosos da caatinga hiperxerófila. No entanto, eles ainda são predominantemente pobres em nutrientes, devido ao processo de lixiviação durante a estação chuvosa, o que resulta em uma vegetação adaptada à baixa disponibilidade de nutrientes.

## Clima e Solos
O clima da caatinga hipoxerófila é semiárido, com um período de seca que pode durar entre 6 e 8 meses, embora seja menos rigoroso que o observado em áreas de caatinga hiperxerófila. De acordo com estudos de clima e solos na região do semiárido, a caatinga hipoxerófila ocorre em áreas onde o índice de aridez varia de 0,2 a 0,5, conforme o Balanço Hídrico de Thornthwaite, o que significa que a evapotranspiração potencial é superior à precipitação anual, mas o déficit hídrico não é tão acentuado quanto em outras formações vegetais da caatinga.
As condições edáficas também desempenham um papel crucial na distribuição da caatinga hipoxerófila. Em comparação com a caatinga hiperxerófila, os solos aqui são menos rasos e possuem uma maior capacidade de reter umidade, favorecendo a presença de árvores de maior porte e vegetação mais densa. Esses solos, embora relativamente mais profundos, são frequentemente ácidos e de baixa fertilidade, exigindo adaptações das plantas para sobreviver.

## Ecologia e Biodiversidade
A caatinga hipoxerófila abriga uma biodiversidade significativa, servindo de habitat para uma grande variedade de espécies da fauna brasileira. As áreas onde predomina essa vegetação têm uma importância ecológica crucial, tanto para a conservação da biodiversidade como para a manutenção dos serviços ecossistêmicos da região.
Entre as espécies animais que habitam a caatinga hipoxerófila, destacam-se:
- Galea spixii (Preá)
- Euphractus sexcinctus (Tatu-peba)
- Patagioenas picazuro (Asa-branca)
- Leopardus tigrinus (Gato-do-mato)

Essas espécies são capazes de sobreviver em ambientes que, embora semiáridos, oferecem maior diversidade de recursos alimentares e abrigos em comparação com as regiões de caatinga hiperxerófila. Além disso, as áreas de caatinga hipoxerófila funcionam como corredores ecológicos importantes, conectando diferentes habitats no bioma da caatinga.
Estudos recentes indicam que a fragmentação da caatinga hipoxerófila devido à agricultura e à pecuária extensiva está levando a uma perda significativa de biodiversidade, com muitas espécies nativas enfrentando riscos de extinção local.

## Conservação
A preservação da caatinga hipoxerófila enfrenta desafios semelhantes aos de outras formações do bioma caatinga. A expansão da pecuária e da agricultura, associada à degradação do solo e à desertificação, representam ameaças significativas à manutenção da integridade ecológica dessas áreas. As mudanças climáticas, com o aumento das temperaturas e a intensificação dos períodos de seca, podem agravar ainda mais a situação, levando à conversão de áreas de caatinga hipoxerófila em formações vegetais mais áridas.
Projetos de conservação, como o Plano Nacional de Combate à Desertificação, promovem o manejo sustentável das áreas de caatinga e o reflorestamento com espécies nativas. Além disso, a criação de áreas protegidas, como Unidades de Conservação e Reservas Particulares do Patrimônio Natural (RPPN), tem sido uma estratégia importante para conservar a biodiversidade dessa subcategoria do bioma.